# Adriaen van Oolen
Adriaen van Oolen (? – na 1709) was een Noord-Nederlands kunstschilder en kopiist, actief aan het einde van de 17e en het begin van de 18e eeuw.

## Biografie
Hij was de zoon van Jacob van Oolen (1646–1694) en Aletta Catrina Plucque (1654–1732). Waarschijnlijk leerde hij het schildersvak van zijn vader, een succesvolle kopiist en navolger van de dierenschilder Melchior d'Hondecoeter. Adriaen van Oolen verwierf zelf ook bekendheid door zijn talent om schilderijen te maken in de stijl van d’Hondecoeter.
Van Oolen was voornamelijk actief in Amsterdam, maar in 1695 werkte hij ook een periode in Berlijn.
De overlijdensdatum van Adriaen van Oolen is onbekend, maar zijn laatst gedateerde werk is in 1709 vervaardigd.

## Afbeeldingen

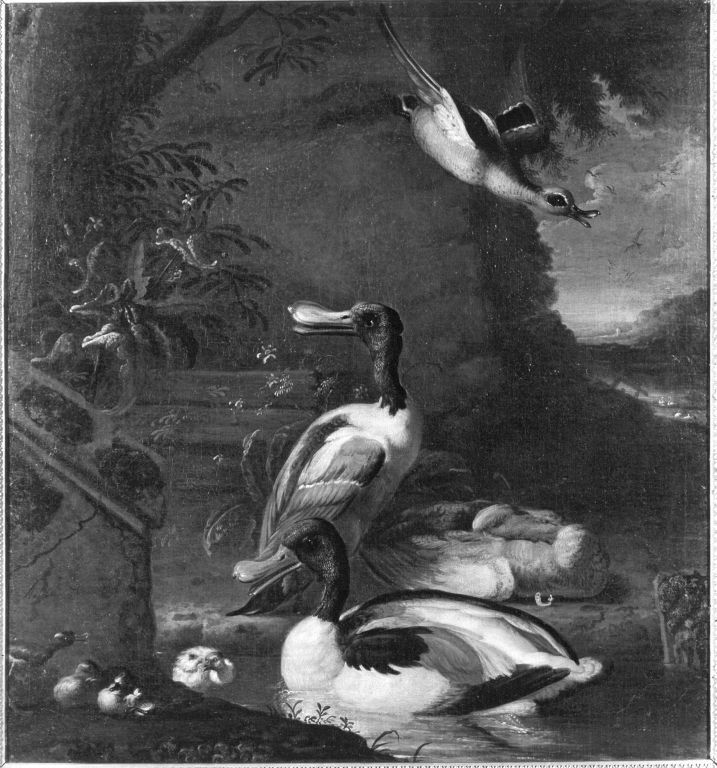
Slobeenden Collectie: Alte Pinakothek
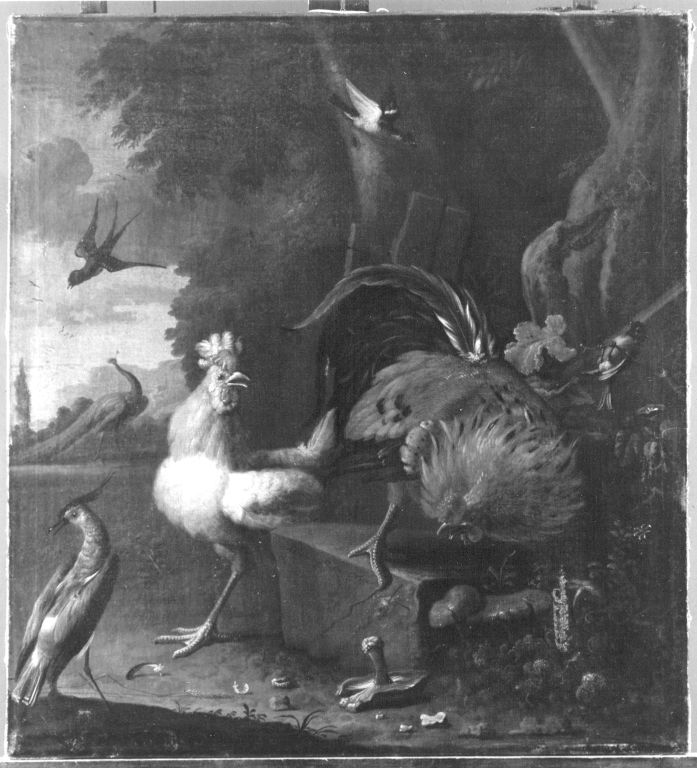
Gevogelte Collectie: Alte Pinakothek

- Gemeinsame Normdatei: 1068192410
- RKD-Nederlands Instituut voor Kunstgeschiedenis: 60619
- Union List of Artist Names: 500032906
- Virtual International Authority File: 95884200